# Посвірж чагарниковий
Посві́рж чагарниковий (Sicalis mendozae) — вид горобцеподібних птахів родини саякових (Thraupidae) Ендемік Аргентини. Раніше вважався підвидом оливкового посвіржа, однак у 2012 році був визнаний окремим видом .

## Поширення і екологія
Чагарникові посвіржі мешкають в Андах на заході Аргентини (від Тукуман у до Мендоси і Сан-Луїса). Вони живуть у високогірних чагарникових заростях, на гірських луках та серед скель. Зустрічаються на висоті від 2500 до 3800 м над рівнем моря. Взимку мігрують в долини. Живляться насінням, дрібними плодами і комахами.